# Manuel Manilla
Manuel Manilla, né à Mexico en 1830 et mort vers 1895, est un graveur et caricaturiste mexicain. Il est considéré comme un précurseur des calaveras de José Guadalupe Posada.